# 格蘭德里弗鎮區 (密蘇里州貝茨縣)
格蘭德里弗鎮區（英語：Grand River Township）是位於美國密蘇里州貝茨縣的一個行政鎮區。

## 地方資料
格蘭德里弗鎮區的面積為64.90平方千米，皆為陸地。根據2020年美國人口普查的數據，當地共有人口297人，而人口密度為每平方千米4.58人。